# Tømmerflådning
Tømmerflådning eller Tømmerflødning er transport af tømmer ned ad elve og søer. Det har især været brugt i uvejsomme områder i Skandinavien og Nordamerika. Tømmeret blev flådet som "løstømmer" (enkeltstokke) eller i flåder af sammenenbundet tømmer. Løstømmerflådning i elve anses ofte som den "oprindelige" flådning. Flådningen mistede sin betydning, efterhånden som vejnettet blev udbygget, ligesom vandkraftudbygningen mange steder satte en stopper for trafikken. Den sidste løstømmerflådning i Norge blev afviklet i Trysilelven i 1992. Indtil 2005 blev der dog stadig flådet affaldstømmer i Skiensvassdraget.
Tømmerflådning har især fundet sted i forbindelse med forårstøbruddets store vandmængder. I sideløb og andre steder med sparsom vandføring blev der bygget dæmninger for at opsamle vandet, sådan at man bedre kunne kontrollere tømmertransporten nedad strømmen. For at vedligeholde og betjene dammene og for på andre måder at føre tømmeret frem og løsne tømmer, som sad fast, blev der ansat flådere. Flåderne blev ofte ansat af en fællesflådningsforening, som var et samarbejde mellem tømmeropkøberne i hvert enkelt elvsystem.
Tømmerflådning spillede en afgørende rolle for udnyttelsen af skovejendomme, før vejnettet blev udbygget, og lastbilerne overtog hovedparten af transporten.
- Wikimedia Commons har flere filer relateret til Tømmerflådning